# Bökelbergstadion
Bökelbergstadion – nieistniejący stadion piłkarski w Mönchengladbach w kraju związkowym Nadrenii Północnej-Westfalii, na którym swoje mecze domowe do końca sezonu 2003/2004 rozgrywał klub piłkarski – Borussia Mönchengladbach.

## Historia
W 1914 roku Borussia Mönchengladbach nabyła teren przy Bökelstraße na wysokości 61 m n.p.m. Jednak prac na stadionie nie rozpoczęto z powodu wybuchu I wojny światowej, w związku z czym prace rozpoczęto w 1919 roku. W tamtym czasie miejsce było nazywane „dä Kull”, ponieważ wcześniej była to żwirownia.
Obiekt został otwarty 20 września 1919 roku pod nazwą „Westdeutsches Stadion”. Duża część obiektu uległa zniszczeniu podczas II wojny światowej. W 1952 roku rozpoczęto okres od przebudowy i rozbudowy, jednak planów nie udało się zrealizować, ponieważ Borussia Mönchengladbach w 1956 roku sprzedała obiekt władzom miasta Mönchengladbach.
Sytuacja uległa zmianie w 1960 roku, kiedy Borussia Mönchengladbach w sezonie 1959/1960 triumfowała w Pucharze Niemiec po wygraniu w finale 3:2 z SC Karlsruher na Rheinstadion w Düsseldorfie, a władze miasta zainwestowało w to miejsce. Obiekt miał pojemność 32 000 miejsc, z których większość stanowiła miejsca stojące. Od tego momentu obiektu nosił nazwę „Bökelbergstadion”. Nazwa pochodzi od Wilhelma Augusta Hurtmannsa – założyciela dziennika Rheinische Post, który wraz z Bökelberg stworzył synonim stadionu przy Bökelstrasse w dzielnicy Mönchengladbach – Eicken.

## Modyfikacja
W 1962 roku odbył się pierwszy gruntowny remont obiektu. Trzy boki zostały zbudowane ze stałymi trybunami, podczas gdy wschodnia otrzymała początkowo stalową rurową trybunę. Wiosną 1966 roku poprzednia trybuna zachodnia została zadaszona, natomiast w sierpniu 1966 roku obiekt otrzymał również system oświetlenia. Jesienią 1969 roku rozpoczęto pierwsze plany rozbudowy ściany wschodniej, którą zainaugurowano w lutym 1972 roku od „konstrukcji muru ziemnego”. W 1978 roku poprzednia główna trybuna została całkowicie zburzona i przebudowana. Nowa trybuna była dwupiętrowa i zawieszona na dwóch nowych ośmiokątnych masztach z blachy stalowej z naprężonymi kablami. Poprzedni stary dach stadionu trafił w 1982 roku do Księgi rekordów Guinnessa jako jedyny dach stadionu, który można było kupić. W październiku 1978 roku prace zakończono zgodnie z planem i otwarto trybunę z 8722 miejscami. Całkowity remont stadionu nie powiódł się na początku lat 90. z powodu oporu mieszkańców. Renowacja trybuny głównej w 1978 roku była ostatnią rozbudową obiektu.

## Ostatnie lata
W ostatnich latach szukano alternatyw, które znaleziono w dzielnicy Mönchengladbach – Nordpark, gdzie w latach 2002–2004 budowano nowy stadion piłkarski. Ostatni mecz Bundesligi na Bökelbergstadion rozegrano 22 maja 2004 roku, kiedy to Borussia Mönchengladbach wygrała z TSV 1860 Monachium 3:1, a ostatniego gola w tych rozgrywkach na tym obiekcie zdobył Arie van Lent. Dokładnie rok później, 22 maja 2005 roku rozegrano ostatni mecz na tym obiekcie, kiedy to amatorska drużyna Borussii Mönchengladbach wygrała 5:0 z SC Bonner w meczu Oberligi Północnego Renu, a ostatniego gola na tym obiekcie zdobył w 86. minucie René Schnitzler. Po zakończeniu budowy nowego stadionu, obiekt ten został nazwany Borussia-Park.

## Rozbiórka
W grudniu 2005 roku rozpoczęto burzenie stadionu. Najpierw usunięto falochrony, stragany i znaki sponsorskie. Rozbiórka trybuny głównej 7 marca 2006 roku początkowo nie powiodła się. Podjęto próbę wysadzenia dwóch stóp ośmiokątnych masztów reflektorów tak, aby zwisały na około cztery metry i pociągnęły za sobą dach, ale tak się nie stało. Dopiero po ręcznym zerwaniu lin mocujących trybuna o godzinie 15:22 z kilkugodzinnym opóźnieniem upadła. Rankiem 2 sierpnia 2006 roku ostatni słup oświetleniowy został bez problemu przechylony i zgodnie z planem spadł na środek stadionu.

## Teren stadionu obecnie
W międzyczasie na dawnym terenie stadionu powstało osiedle mieszkaniowe. Tarasy dawnych trybun północnych i południowych, a także tarasy trybuny głównej zostały zachowane i są teraz zintegrowane z otaczającym terenem mieszkalnym jako publiczny zielony korytarz. Dawną konstrukcję stadionu nadal można zobaczyć. 2 grudnia 2019 roku postawiono pomnik upamiętniający obiekt.

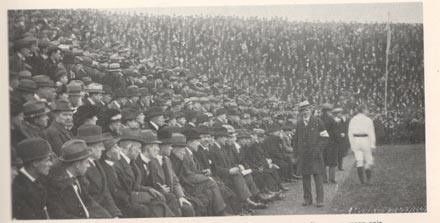
Westdeutsches Stadion (1921)
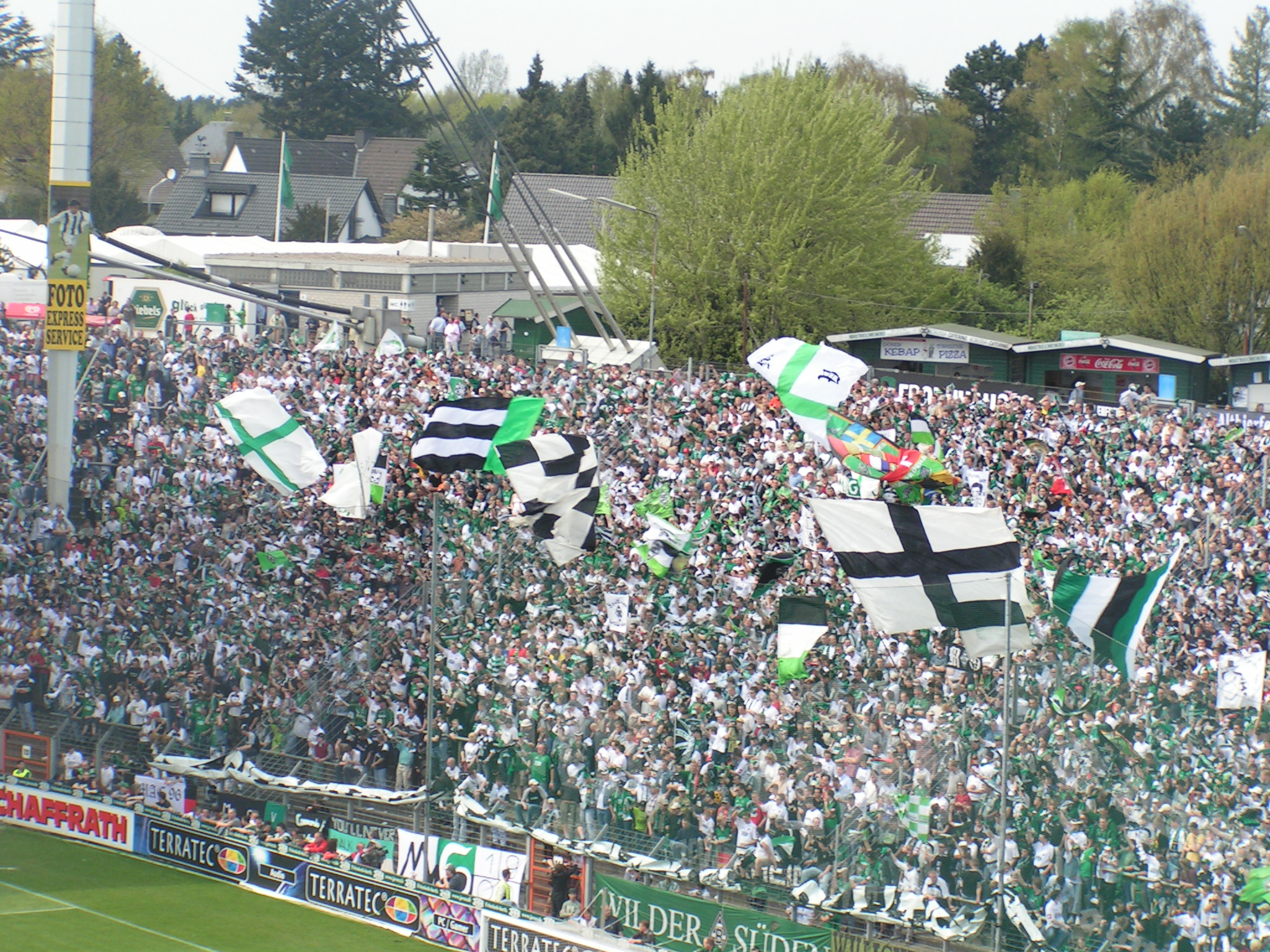
Trybuna Die Nordkurve
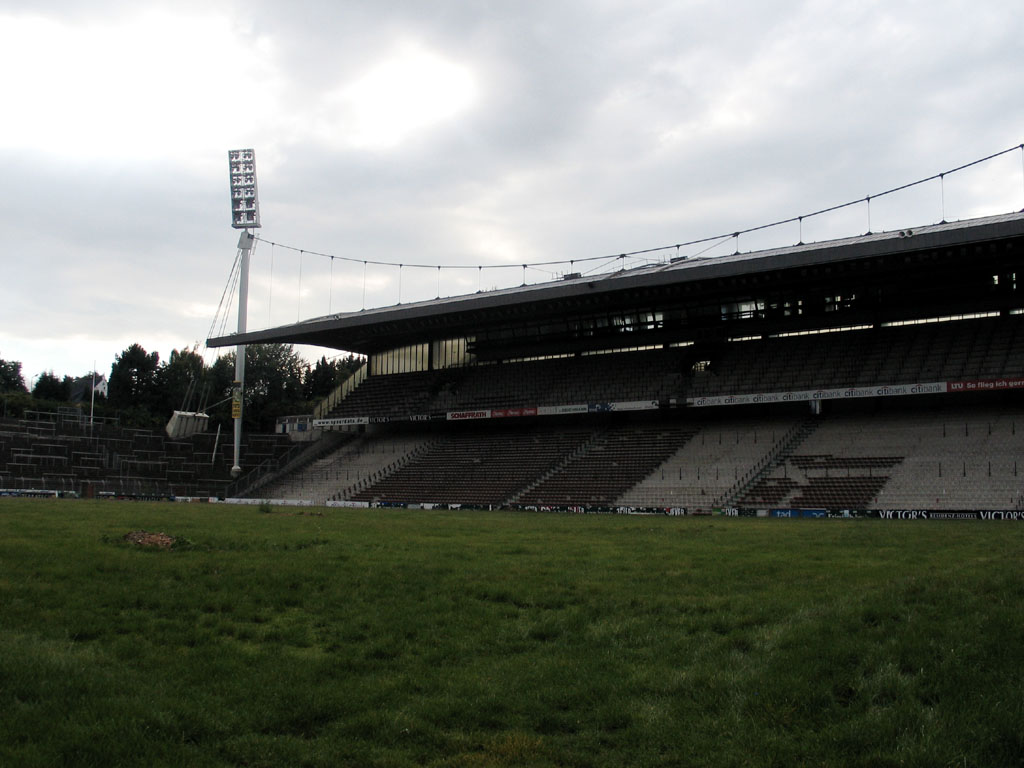
Trybuna główna stadionu (październik 2005)